# Ziemia halicka

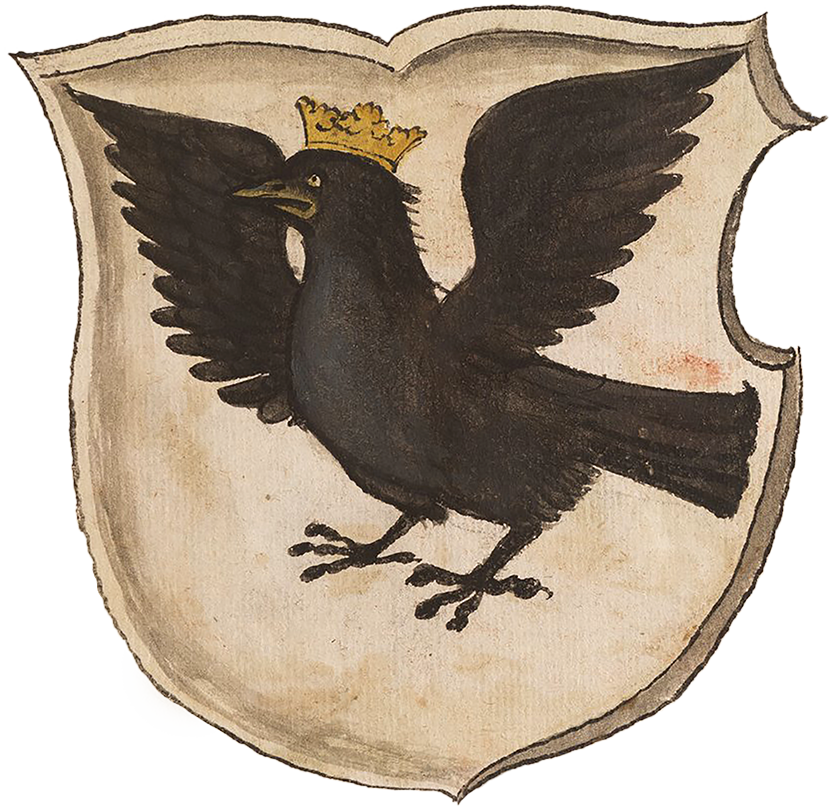
Herb ziemi halickiej

Ziemia halicka – jednostka administracyjna Królestwa Polskiego, od inkorporacji przez Kazimierza Wielkiego (1349), województwo ruskie w okresie Rzeczypospolitej (1434 - 1772). Stolicą ziemi halickiej był Halicz. Sejmiki ziemskie odbywały się od roku 1564 w Haliczu, wcześniej w Sądowej Wiszni. System prawny miast w oparciu o prawo magdeburskie, prawo cywilne od XV oparte na statucie wiślickim, prowincja sądowa małopolska.

## Podział administracyjny
Powiaty
- powiat halicki, stolica Halicz, starostwo grodowe, sejmik ziemski od roku 1564
- powiat trembowelski, siedziba Trembowla do 1569, starostwo grodowe
- powiat kołomyjski, siedziba Kołomyja

Starosta halicki zwoływał popis całej szlachty ziemi halickiej pod Haliczem. Powiaty obierały 6 deputatów na Trybunał Koronny i Trybunał Skarbowy Radomski na sejmiku deputackim i gospodarczym.
Starostwa niegrodowe
- kołomyjskie, siedziba Kołomyja
- buczniewskie, siedziba Buczniów
- tłumackie, siedziba Tłumacz
- rohatyńskie, siedziba Rohatyn
- kałuskie, siedziba Kałusz
- jabłonowskie, siedziba Jabłonów
- śniatyńskie, siedziba Śniatyn
- sołotwińskie, siedziba Sołotwina (znane także przejściowo jako krasnopolskie)
- mogilnickie, siedziba Mogielnica

Według lustracji królewskiej sporządzonej w roku 1677 znajdowało się w całej ziemi halickiej 38 miast i 565 wsi.

## Miejscowości
- Bolechów
- Bołszowce
- Borek
- Brzeżany
- Buczacz
- Bukaczowce
- Bursztyn
- Chodorów
- Dolina
- Halicz
- Jezupol
- Kałusz
- Kosów
- Kozowa
- Kuropatniki
- Kuty
- Lipówka
- Mariampol
- Meducha
- Monasterzyska
- Nieźwiska
- Niżniów
- Ottynia
- Pobereże
- Podhajce
- Podilla
- Pomorzany
- Rohatyn
- Słoboda
- Stanisławów
- Trembowla
- Uście
- Wojniłów
- Zwenigród
- Żelibory